# Andy Flickinger
Andy Flickinger (Saint-Martin-d'Hères, 4 novembre 1978) è un ex ciclista su strada, pistard e dirigente sportivo francese.
Professionista dal 1999 al 2007, conta la vittoria del Grand Prix de Ouest-France nel 2003.

## Carriera
Tra i dilettanti, vinse una prova di Coppa del mondo su pista nell'inseguimento a squadre nel 1998. Dopo uno stage nel 1998 presso la Casino di Vincent Lavenu, passò professionista nel 1999 nella stessa squadra. Nel 2000 passò alla Festina, con cui rimase per due stagioni. Nel 2002 tornò alla squadra di Lavenu, conquistando una tappa alla Paris-Corrèze. Nel 2003 si impose al Grand Prix de Plouay; nel 2005 vinse una tappa al Circuit de la Sarthe e una prova di Coppa del mondo su pista nell'americana. Nel 2006 passò alla Bouygues Télécom, ritirandosi nel 2007.
Dal 2012 al 2015 ricoprì la carica di direttore sportivo per il Team Europcar. Dal 2018 al 2019 fu invece direttore sportivo del team Delko-Marseille Provence-KTM.

## Palmarès

### Strada
- 2002 (Ag2r, una vittoria)

2ª tappa Paris-Corrèze (Contres > Saint-Junien)
- 2003 (Ag2r, una vittoria)

Grand Prix de Ouest-France
- 2005 (Ag2r, una vittoria)

2ª tappa, 1ª semitappa Circuit de la Sarthe (Varades > Angers)

#### Altri successi
- 2003 (Ag2r)

Classic de l'Indre (Châteauroux)
Bordeaux-Cauderan

### Pista
- 1998

1ª prova Coppa del mondo (Cali): Inseguimento a squadre (con Fabien Merciris, Damien Pommereau e Jérôme Neuville)
- 2005

3ª prova Coppa del mondo (Manchester): Americana (con Jérôme Neuville)

## Piazzamenti

### Grandi Giri
- Giro d'Italia

2006: ritirato (12ª tappa)
- Tour de France

2002: 103º
2003: 39º
- Vuelta a España

2004: ritirato (9ª tappa)

### Classiche monumento
- Milano-Sanremo

2003: 94º
2004: 136º
2006: 43º
- Giro delle Fiandre

2004: 97º
2006: 50º
- Parigi-Roubaix

2000: 70º
2003: 35º
2004: 49º
2005: 53º
2006: 38º
2007: 48º

### Competizioni mondiali
- Campionati del mondo su strada

Zolder 2002 - In linea: ritirato
Hamilton 2003 - In linea: 110º
- Campionati del mondo su pista

Los Angeles 2005 - Americana: 5º
Palma di Maiorca 2007 - Americana: 9º